# Акбакай (Жамбылская область)
Акбакай (каз. Ақбақай) — село (ранее посёлок) в Мойынкумском районе Жамбылской области Казахстана. Административный центр и единственный населённый пункт Акбакайской поселковой администрации. Находится примерно в 96 км к северу от районного центра, аула Мойынкум. Код КАТО — 315632100.
Рядом с селом находится Акбакайское месторождение.

## Население
В 1999 году население посёлка составляло 1163 человека (602 мужчины и 561 женщина). По данным переписи 2009 года, в посёлке проживали 1473 человека (804 мужчины и 669 женщин).